# Кончились патроны
«Кончились патроны» — первый официальный альбом группы «Чёрный Лукич». Был записан в 1988 году, имел хождение по СССР как магнитоальбом и был официально издан только в мае 2017 года фирмой «Выргород», уже после смерти Вадима «Димы» Кузьмина. Альбом включён в книгу «100 магнитоальбомов советского рока» Александра Кушнира.

## Музыка альбома
Идея записи песен альбома «в электричестве» пришла Вадиму Кузьмину и Егору Летову после записи акустического квартирного концерта Кузьмина дома у Летова в 1987 году (Кузьмин приезжал к Летову из Юрги, где жил). Квартирник был записан Юлией Шерстобитовой, а сведён Летовым. Часть песен впоследствии вошла в два альбома проекта «Спинки мента» — «Эрекция лейтенанта Киреева» и «Кучи в ночи». В записи участвовали участники «Гражданской обороны» Евгений «Дабл» Деев (аккордеон), Константин «Кузя Уо» Рябинов (гитара, соло-гитара) и Летов (бас-гитара, ударные). Впоследствии Кузьмин принял решение записать альбом под псевдонимом «Чёрный Лукич», в который должны были войти песни не ироничного характера, как в альбомах «Спинок мента», а депрессивно-суицидального и политически радикального настроения.
Одной из первых песен того периода была «Мы из Кронштадта», ставшая одним из гимнов сибирской панк-волны, наравне с песнями «Всё идёт по плану», «Эй, брат любер» и «Рок-н-ролльный фронт». Процессом записи альбома «Кончились патроны» в феврале руководил Летов, игравший на бас-гитаре и использовавший записи-«болванки» ударных, взятые из только записанных альбомов «Гражданской обороны» 1988 года. Кузя Уо играл в записи на соло-гитаре и саксофоне. Кузьмин играл на ритм-гитаре и пел. Звучание альбома, по словам самого Кузьмина, представляло сплав из психоделии и панка. Грязный звук альбома так сильно напоминал альбомы «Гражданской обороны», что в результате альбом издавался неофициально и под именем «Обороны».
В девяностые годы Кузьмин уже в акустическом составе группы перепел часть песен 1988 года в альбоме «Будет весело и страшно». Песня «Мы идём в тишине» была исполнена Летовым в составе «Гражданской обороны» и включена в альбом «Солнцеворот» 1997 года. В 2004 году Летов и Кузьмин исполнили песню «Мы идём в тишине» на юбилейном концерте «Гражданской обороны».

## Лирика альбома
Согласно статье из книги «100 магнитоальбомов советского рока», песня «Мы из Кронштадта», как и название «Чёрный Лукич», пришло к Кузьмину во сне, где он увидел сидящего и посмеивающегося Ленина в чёрной одежде. Тексты песен представляли собой «радикальный панк-рок» с использованием имён и образов представителей советской власти и близких к ней: Ленина, Сталина, РСДРП, комсомольцев, коммунистов. Песни «Сталинские дети», «Сталин-Партия-Комсомол», «Мы идём в тишине» сравнимы с гитарными маршами, «с текстами, посвящёнными событиям времён октябрьской революции и сталинского террора».
Большинство песен носит депрессивный характер и ощущение тревоги («Осень», «Будет весело и страшно», «Праздник вянущих гвоздик», «Еду на север»), отчасти сам Кузьмин утверждал, что многие песни писались после знакомства с окружением Летова (братья Лищенко, Янка Дягилева, Манагер Судаков, Дмитрий Селиванов и другие), среди которых многие скитались по стране и имели явные проблемы с властью. По его же словам, «в общении друг с другом они нашли свой дух шестидесятых и свой Вудсток».

## Список композиций
Слова и музыка всех песен — Вадима «Димы» Кузьмина.
| №   | Название                     | Длительность |
| --- | ---------------------------- | ------------ |
| 1.  | «Кончились патроны»          | 2:14         |
| 2.  | «Мы идём в тишине»           | 2:04         |
| 3.  | «Еду на север»               | 3:58         |
| 4.  | «Суконный коммунист»         | 2:48         |
| 5.  | «Мой недуг»                  | 2:52         |
| 6.  | «Праздник вянущих гвоздик»   | 2:32         |
| 7.  | «Сталинские дети»            | 1:53         |
| 8.  | «Осень»                      | 3:07         |
| 9.  | «Я сегодня всё смогу»        | 1:56         |
| 10. | «РСДРП (б)»                  | 2:14         |
| 11. | «Будет весело и страшно»     | 2:57         |
| 12. | «Сталин — Партия — Комсомол» | 1:42         |
| 13. | «Мы из Кронштадта»           | 3:02         |

## Участники записи
- Вадим «Дима» Кузьмин — вокал, ритм-гитара
- Константин «Кузя Уо» Рябинов — соло-гитара, саксофон, бэк-вокал, бас-гитара[6]
- Егор Летов — бас-гитара, бэк-вокал, ударные, колокольчик